# Justin Smoak
Justin Kyle Smoak (Goose Creek, 5 dicembre 1986) è un giocatore di baseball statunitense, prima base per gli Yomiuri Giants della Nippon Professional Baseball (NPB).

## Carriera

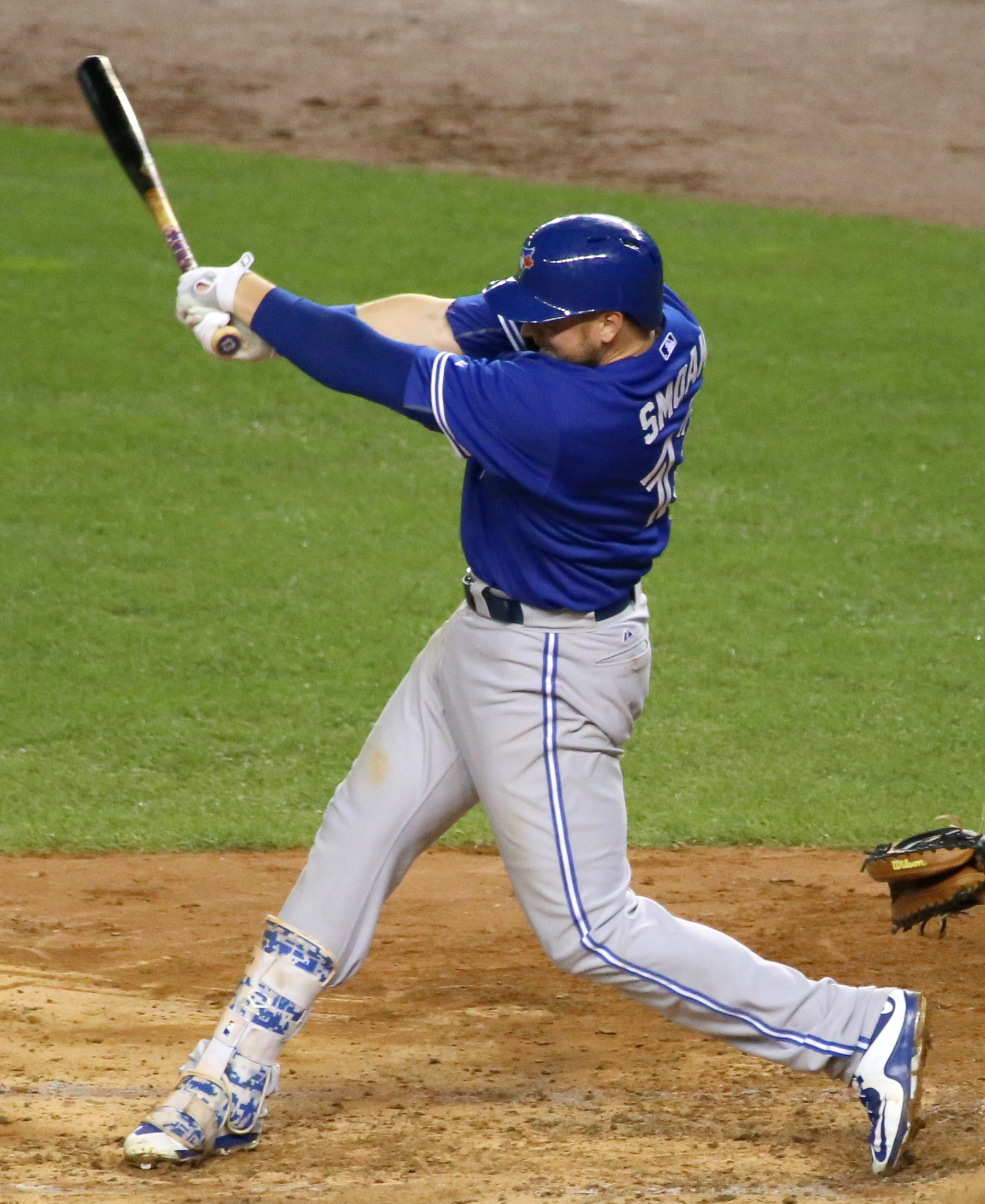
Smoak con i Blue Jays nel 2015

### Gli inizi
Dopo essersi diplomato alla Stratford High School nella sua città natale, Smoak venne scelto nel 16º turno del draft MLB 2005 dagli Oakland Athletics, ma scelse di non firmare e si iscrisse all'Università del Sud Carolina. Smoak giocò quattro anni sotto la guida del coach John Chalus, venendo nominato dalla Baseball America High school All-American 2005 dopo poco tempo.
Oltre alla prestigiosa nomina di Baseball America, Justin ha vinto il premio come South Carolina AAAA Player of the Year sia nel 2004 sia nel 2005 ed è stato nominato Mr.Baseball 2005 in Carolina del Sud.
Dopo la High School, ha giocato per la South Carolina Gamecocks durante la sua permanenza al college, chiudendo il suo anno da Freshman con una media alla battuat di 0.303, 17 fuoricampo e 63 RBI; a fine stagione venne premiato come Freshman All-American.
Nel suo anno da Sophomore ha chiuso con una media alla battuta di 0.315, con 22 fuoricampo e 72 RBI, venendo inserito nel 3° team All-American.
Nel 2007 e nel 2008 è arrivato semifinalista per il premio Golden Spikes Award.

### Minor League Baseball
Justin Smoak entrò nel baseball professionistico quando venne selezionato nel primo turno, come 11º scelta assoluta del draft 2008 dai Texas Rangers, che lo assegnarono nella classe A. Nel 2009 venne schierato nella Doppia-A e nella Tripla-A.
Dopo la firma, Justin fu assegnato nella classe A della Minor League Baseball con i Clinton Lumberkings. Nel 2009 venne schierato nella Doppia-A con i Frisco RoughRiders, e nella Tripla-A con gli Oklahoma City RedHawks, coi quali nel 2010 arrivò primo nel ranking dei migliori prospetti.

### Major League Baseball

#### Texas Rangers
Debuttò nella MLB Il 23 aprile 2010, al Rangers Ballpark di Arlington contro i Detroit Tigers. Giocò con la squadra 70 partite nella MLB e 15 nella Tripla-A.

#### Seattle Mariners
Il 9 luglio 2010, i Rangers scambiarono Smoak con i Seattle Mariners insieme a Blake Beavan, Josh Lueke e Matt Lawson, in cambio di Cliff Lee e Mark Lowe.
Prima di essere inserito nella prima squadra, giocò nella Tripla A con i Tacoma Rainiers disputando 35 partite, tornando poi nella squadra principale il 18 settembre, dove chiuse la stagione da matricola con una media alla battuta di 0.340, 3 fuoricampo in 30 partite giocate.
Il 23 luglio 2012, tornò per un breve periodo a giocare con i Tacoma in Tripla A per migliorare la propria battuta, che in quel momento si assestava a 0.189%.

#### Toronto Blue Jays
Il 28 ottobre 2014, venne preso tra i waivers dai Toronto Blue Jays, che lo resero free agent il 2 dicembre. Il giorno successivo, Smoak firmò un contratto valido un anno del valore di 1 milione di dollari con i Blue Jays.
Il 2 luglio 2017, Smoak fu convocato come titolare per il primo All-Star Game della carriera.

#### Milwaukee Brewers
Il 20 dicembre 2019, Smoak firmò un contratto valido un anno con i Milwaukee Brewers. Venne svincolato dalla franchigia il 7 settembre 2020.

#### San Francisco Giants
Il 9 settembre, Smoak firmò un contratto di minor league con i San Francisco Giants e il giorno seguente, venne inserito nella lista dei giocatori della prima squadra. Il 22 settembre, i Giants svincolarono Smoak dalla franchigia.

### Nippon Professional League
Il 7 gennaio 2021, Smoak firmò un contratto con gli Yomiuri Giants della Nippon Professional Baseball (NPB).

## Palmarès

### Individuale
- MLB All-Star: 1

2017
- Giocatore della settimana: 2

AL: 3 giugno 2012, 1º aprile 2018

### Nazionale
Coppa del Mondo di baseball
- 2009:  Medaglia d'Oro

Giochi Panamericani
- 2007:  Medaglia d'Argento